# 克里维连
克里维连，是西班牙阿拉贡自治区特鲁埃尔省的一个市镇。总面积42平方公里，总人口122人（2001年），人口密度3人/平方公里。